# 大正病院
医療法人彰療会大正病院（いりょうほうじんしょうりょうかいたいしょうびょういん）は、大阪府大阪市大正区三軒家東にある「医療法人 彰療会」が運営する民間の病院 である。

## 概要
- 代表者

南條 亨（理事長）
- 院長

大塚　正友
- 建築構造

RC構造（一部はSRC構造である。）
- 延床面積

7865m2 - 地上5階
- 設備･機器
  - CTスキャン
  - X線撮影
  - 内視鏡
  - MRI

## 沿革
- 1953年 - 財団法人 彰療会 大正病院を設立する。設立当時の病床数は21床。
- 1954年 - 36床に増床。
- 1955年 - 財団法人より社団法人とし49床に増床。
- 1956年 - 59床に増床。
- 1959年 - 64床に増床。
- 1965年 - 特定医療法人となる。
- 1966年 - 114床に増床。
- 1968年 - 124床に増床。
- 1973年 - 現在の病床数である173床になる。
- 1988年 - 増改築工事を行う。
- 2000年 - 介護保険施行にともない、28床を介護病床に転換し、居宅介護支援事業所･居宅訪問介護事業所を設立する。
- 2002年 - 増改築工事を行い現在の姿となり、全延床面積が6.4m2以上となる。
- 2005年 - 介護病床28床を医療療養病床に転換する。
  - 4月 - MRIを導入する。
- 2008年 - 居宅介護支援事業所・居宅訪問介護事業所を閉設する。
- 2014年 - 37床を地域包括ケア病床に転換。
- 2017年 - 大正病院附属産婦人科クリニックを設立（12床）。
- 2018年 - 病児保育室「おひさま」開設、居宅介護支援事業所閉設。

## 診療科
- 内科
- 胃腸科
- 循環器科
- 心療内科
- 外科
- 整形外科

- 産婦人科
- 小児科
- 皮膚科
- リハビリテーション科
- 放射線科

## 交通アクセス
- 大阪環状線・地下鉄長堀鶴見緑地線 大正駅から南へ0.7km（徒歩約9分）
- 大阪シティバス「三軒家東4丁目」バス停から南へ徒歩2分

## 関連施設
- 大正病院在宅支援室 - 大正病院向かい
- 大正病院付属クリニック
  - 〒551-0023 大阪市大正区鶴町2-1-4